# ポモドーロ・テクニック

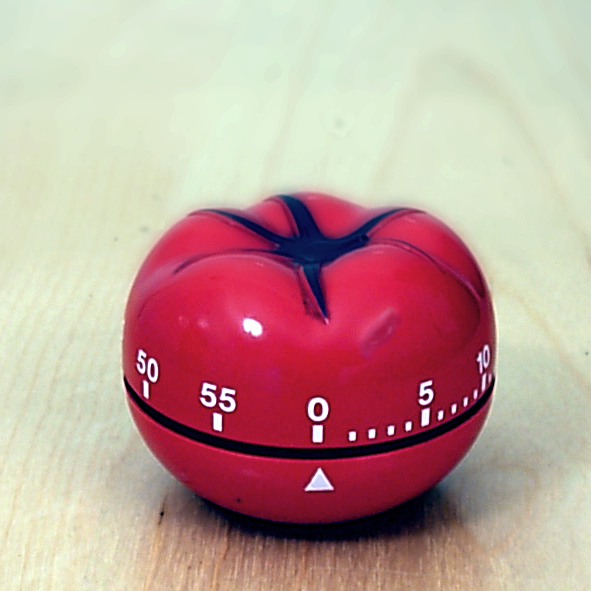
名前の由来となった、トマト型のキッチンタイマー

ポモドーロ・テクニック（英: Pomodoro Technique、ポモドーロ法）とは、1980年代にイタリア人のフランチェスコ・シリロ（フランチェスコ・チリッロ、伊: Francesco Cirillo）によって考案された時間管理術。
このテクニックではタイマーを使用し、一般的には25分の作業と短い休息で作業時間と休息時間を分割する。1セットを「ポモドーロ」と呼ぶ。これはイタリア語で「トマト」を意味する言葉で、シリロが大学生時代にトマト型のキッチンタイマーを使用していたことにちなむ。
ポモドーロ・テクニックを元に、ポモドーロ・タイマーと呼ばれるタイマーがある。

## 手順
このテクニックは2009年に出版されたシリロの著書『The Pomodoro Technique』（どんな仕事も「25分+5分」で結果が出る ポモドーロ・テクニック入門）や、自身の公式サイト内で紹介されている。
具体的な手順は以下の通りである。
1. 達成しようとするタスクを選ぶ
2. キッチンタイマーで25分を設定する
3. タイマーが鳴るまでタスクに集中する
4. 少し休憩する（5分程度）
5. ステップ2 - 4を4回繰り返したら、少し長めに休憩する（15分 - 30分）

ポモドーロの途中で急用が入りタスクが中断された場合は、そのポモドーロは終了とみなし、はじめから新しいポモドーロを開始する。
メールをチェックしたくなったり、誰かに連絡する用事を急に思い出したり、他人を気にしたりしてタスクを中断することは「内的中断」であり、さほど重要でないことをやっており、そもそもの目標設定が適切でないことに原因があるとしている。

## 注意点
- ポモドーロの途中で急用が入りタスクが中断された場合は、そのポモドーロは終了とみなし、はじめから新しいポモドーロを開始する。

- 25分間の作業の中では、一つの作業に没頭する。

- タイマーは音が鳴るものが良い。音が鳴らないタイマーだと、常にタイマーに注意を払う必要があり、集中の妨げとなる。